# Ignacio Gutiérrez
Ignacio José Gutiérrez Castillo (né le 29 avril 1976 à Constitución) est un journaliste, animateur de radio et présentateur de télévision chilien est populairement connu comme Ignacio « Nacho » Gutiérrez.

## Télévision

### Émissions de télévision
| Année     | Émission                                                   | Rôle                                                            | Chaîne      |
| --------- | ---------------------------------------------------------- | --------------------------------------------------------------- | ----------- |
| 2001-2003 | Hola Andrea                                                | Reporter                                                        | Megavisión  |
| 2003-2013 | SQP                                                        | Commentateur de spectacles (2003-2012) Animateur (2012-2013)    | Chilevisión |
| 2008-2013 | Primer plano                                               | Animateur (2008-2013) Commentateur de spectacles (2014-présent) | Chilevisión |
| 2011      | Live from the Red Carpet: Le Festival de Viña del Mar 2011 | Présentateur                                                    | Chilevisión |
| 2012      | Live from the Red Carpet: Le Festival de Viña del Mar 2012 | Présentateur                                                    | Chilevisión |
| 2013-2016 | La mañana de Chilevisión                                   | Animateur                                                       | Chilevisión |
| 2013      | Live from the Red Carpet: Le Festival de Viña del Mar 2013 | Présentateur                                                    | Chilevisión |
| 2014      | Ha llegado carta                                           | Animateur                                                       | Chilevisión |

### Telenovelas
| Année | Telenovela  | Personnage | Chaîne      |
| ----- | ----------- | ---------- | ----------- |
| 2011  | Infiltradas | Lui-même   | Chilevisión |

## Radio

### Émissions de radio
| Année     | Émission  | Rôle                                            | Station        |
| --------- | --------- | ----------------------------------------------- | -------------- |
| 2004-2007 | SQP Radio | Animateur (avec Carola Julio et Cristián Pérez) | Radio Pudahuel |